# شارلوت كورديه

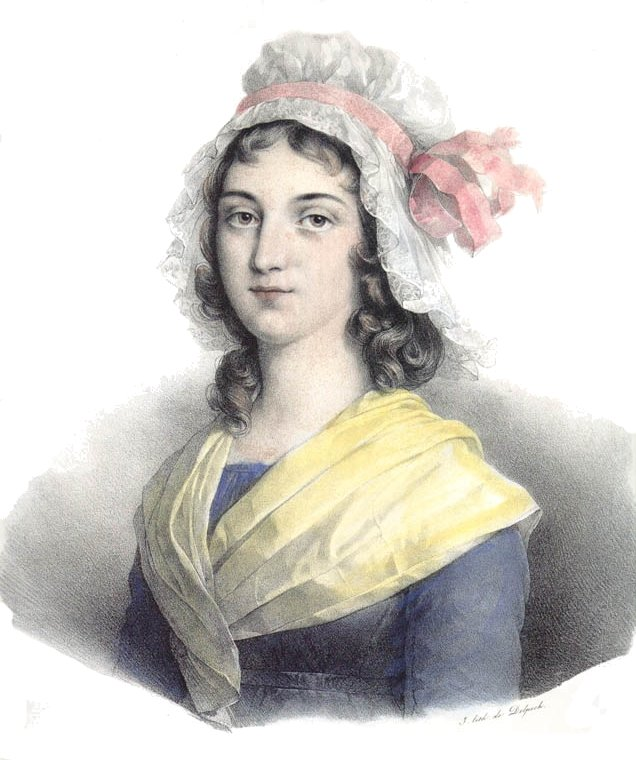

شارلوت كورداي (بالفرنسية: Charlotte Corday)‏ ـ (27 يوليو 1768 - 17 يوليو 1793) سيدة فرنسية، كانت رمزا من رموز الثورة الفرنسية. في عام 1793، تم إعدامها بالمقصلة لاغتيالها جان بول مارا رئيس حزب اليعاقبة والذي كان مسئولا من خلال دوره كسياسى وصحفى عن أبرز مشاهد راديكالية الثورة الفرنسية. وبشكل أكثر تحديدا دوره الكبير في عمليات التطهير السياسي للجيرونديون الذين تعاطفت معهم كورداي. وقد أحيا ذكرى مقتله في اللوحة الشهيرة التي رسمها جاك لويس ديفيد والتي تظهر مارا بعد أن قامت كورداى بطعنه حتى الموت في حوض الاستحمام. في عام 1847 أطلق الكاتب ألفونس دو لامارتين على كورداى لقب ملاك الاغتيال.

## سيرتها ونشأتها
ولدت شارلوت كورداي في نورماندي بفرنسا وتنحدر من أسرة أرستقراطية بسيطة ومن سلالة الكاتب المسرحي بيار كورناي.وكان والديها أبناء عمومة.
بينما كانت شارلوت فتاة صغيرة، توفيت والدتها (شارلوت ماري جاكلين دي غوتييه) وشقيقتها الكبرى فقام والدها (جاك فرانسوا دي كورداي)(1737-1798) الحائز على رتبة فارس باعتباره أحد اشراف الريف الفرنسي بإرسال شارلوت وشقيقتها الصغرى إلى دير السيدات في كاين وهناك كان لديها إمكانية الوصول إلى مكتبة الدير وتعرفت لأول مرة على كتابات بلوتارخ، روسو وفولتير.
وبقيت في الدير حتى قررت الجمعية التشريعية إغلاق الأديرة فعادت إلى قريتها، ولكنها استمرت كما كانت في الدير مكبة على المطالعة وتتبع حوادث الثورة بغاية الاهتمام والحماسة.

## تأثرها من السياسة
بعد أن بدأت الثورة تتجة نحو التطرف والإرهاب بدأت شارلوت كورداي تتعاطف إلى حد كبير مع الجيرونديون الذين كانت قد تاثرت بهم لاحقا فقد أعجبت بخطاباتهم وبعضا منهم من الذين التقت بهم حينما كانت تعيش في كاين بعد فرارهم من السجن.فأصبحت تحترمهم وتبجلهم، واعتقدت أنه من الضروري مواءمة نفسها مع الحزب وأصبحت لديها رغبة في التعرف على أعضاء الحزب واعتبرت أن الحزب من شأنه أن ينقذ فرنسا في نهاية المطاف.
كان الجيرونديون يمثلون نهجا أكثر اعتدالا للثورة وكانت كورداي مثل غيرها يشككون في الاتجاه الذي كانت تسير الثورة ناحيتة.فقد كان الجيرونديون يعارضون الفكر المتطرف للثورة والذي كان يقول بان السبيل الوحيد للحفاظ على الثورة الفرنسية من الحرب الأهلية والغزو الخارجى هو من خلال الإرهاب والعنف وإعدام المعارضين لها.
وهناك سمعت عن مارا ووحشيته وأنة صرح أخيراً بأن عدد الرؤوس التي يرى وجوب قطعها ليستتب السلام في فرنسا ينبغى أن لا يقل عن مائتين وستين ألفا فهالها ما سمعت وارتاعت نفسها لهذا الخبر والتهب صدرها بغضاً لذلك السفاح وحدث يوماً ان سمعت (باربارو) أحد زعماء الجيرونديون الفارين يخطب فشرح الحالة السيئة التي أصبحت عليها فرنسا وقال ((إنة إذا لم تظهر جان دارك جديدة وإذا ام ترسل السماء نجدة سماوية وإذا لم تحدث معجزة خارقة فعلى فرنسا السلام)) مما دفع كورداي لتنفيذ خطتها وهي قتل واحد من أكثر متبنين الفكر المتطرف وهو جان بول مارا.
وكان تأثير أفكار الجيرونديون على كورداي واضحاً من خلال كلامها أثناء المحاكمة فقالت:«كنت أعرف أنه يضلل فرنسا. وقد قتلت رجلاً واحداً لإنقاذ مئة الف», فتركت فكرة كورداى إنقاذ مئة الف انطباعاً كبيراً للجيرونديون بأنة يجب وقف العنف الذي تصاعد منذ مذابح سبتمبر.

## اغتيالها لرئيس حزب الجاكوبين

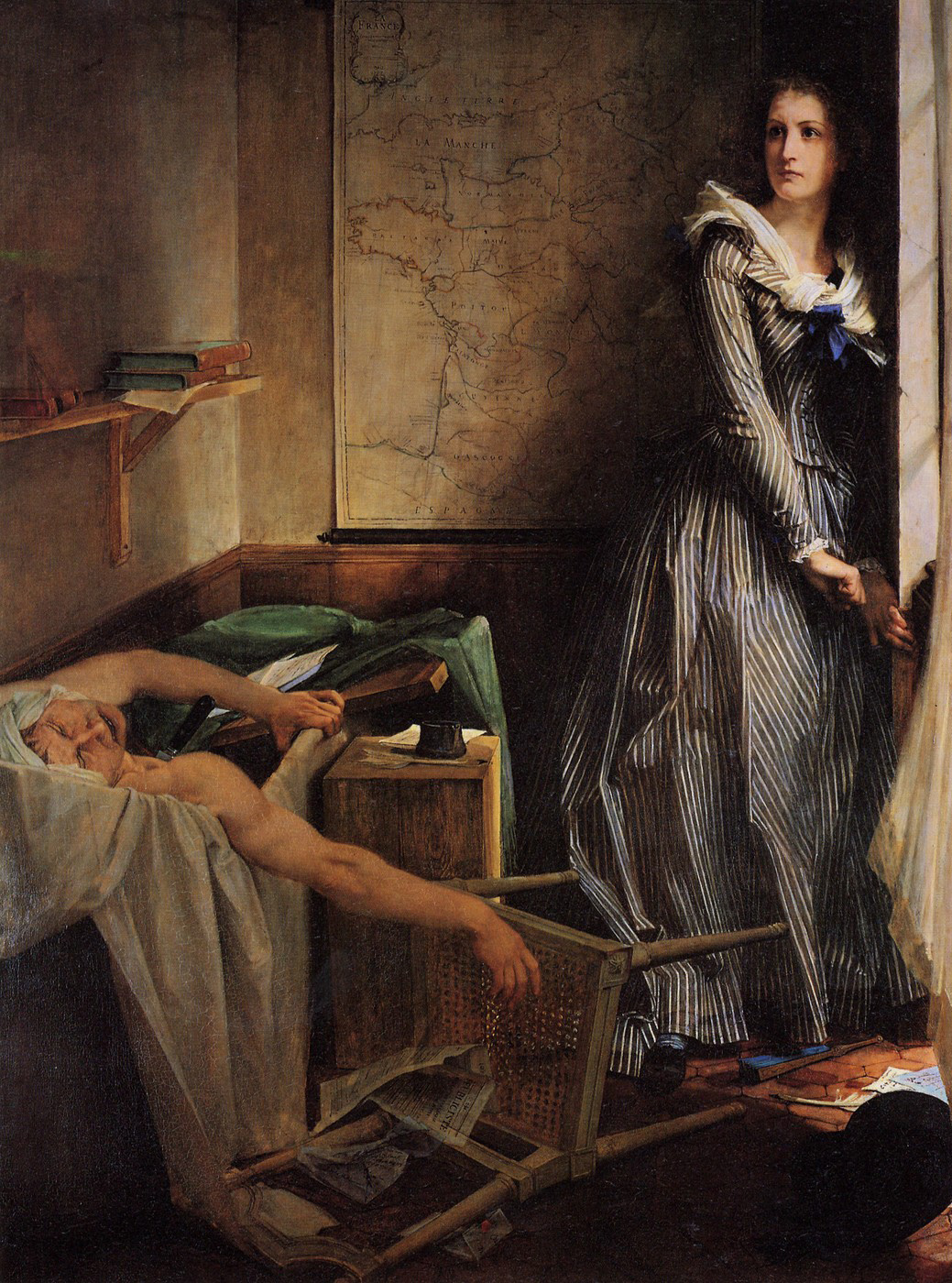
under the الإمبراطورية الفرنسية الثانية, مارا (وحش الثورة) ميتا في حمامة وكورداى (بطلة فرنسا) بجانبة.

كان قرار كورداي بقتل مارا ليس بسبب مذابح سبتمبر والتي كان مارا مسئولاً عنها ولكن لخوفها من نشوب حرب أهلية شاملة.:161 ورأت أن مارا كان يهدد الجمهورية، وأن وفاته سوف تضع حداً للعنف في جميع أنحاء البلاد، وكانت ترى أيضا أنه لا ينبغي إعدام الملك لويس السادس عشر.:160

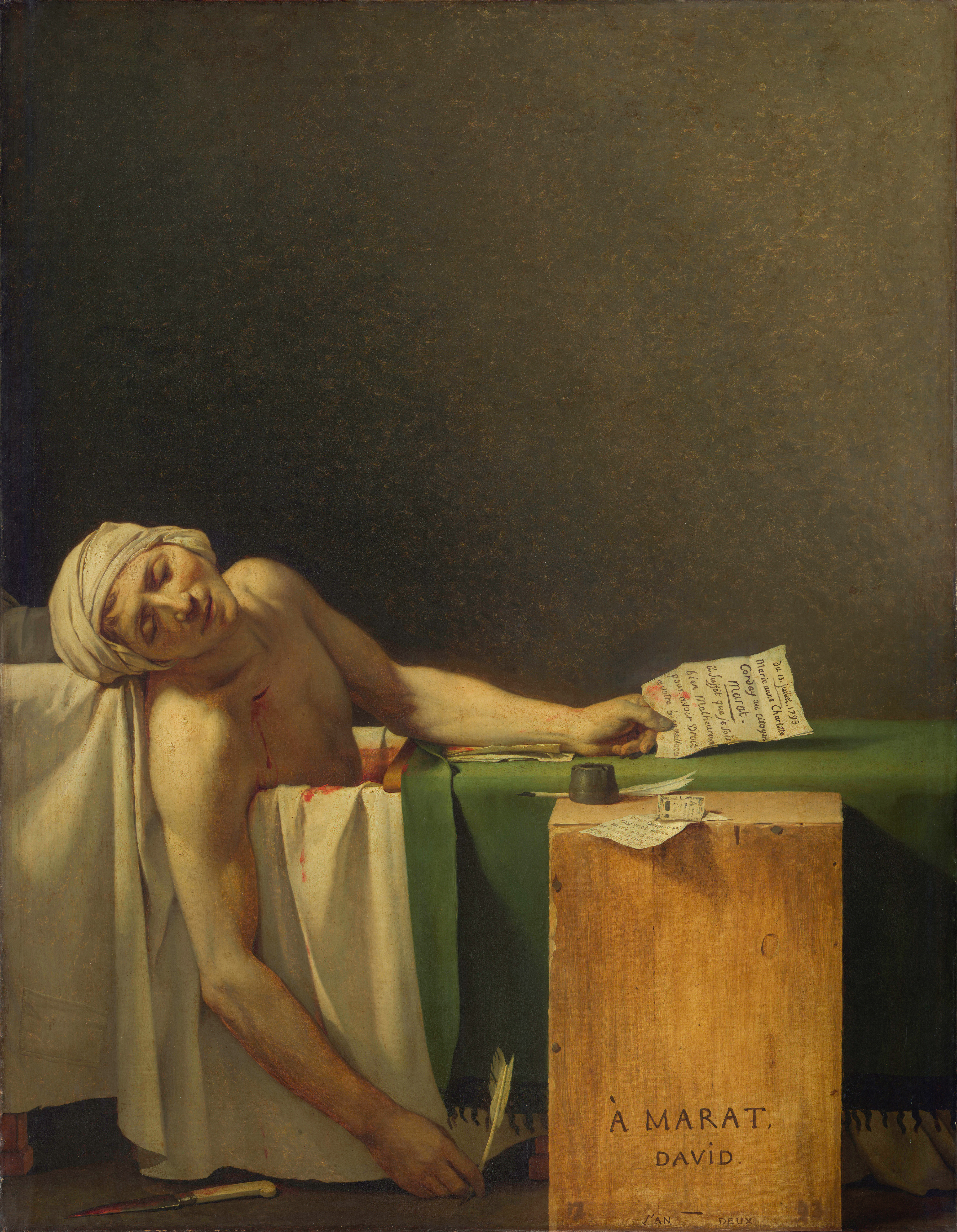

و في عصر الثلاثاء 9 يوليو 1793، تركت كورداي ابن عمها واستقلت عربة البريد إلى باريس وسارت بها العربة ليلة الأربعاء وطول يوم الأربعاء وفي ضحى يوم الخميس دخلت بها مدينة باريس، وأخذت غرفة في فندق (Hôtel de Providence).وكتبت كعنوان لها (Addresse aux Français amis des lois et de la paix)(«عنوان للشعب الفرنسي، أصدقاء القانون والسلام») لشرح دوافعها لاغتيال مارا.
وفي صباح الجمعة ذهبت أولا إلى الجمعية الوطنية لتنفيذ خطتها، ولكن اكتشفت أن مارا لم يعد يحضر اجتماعات.وفي الساعة الثامنة من صباح السبت 13 يوليو خرجت من الفندق واشتريت سكين مطبخ ثم استأجرت عربة وأمرت سائقها ان يذهب بها إلى شارع مدرسة الطب رقم 44 حيث كان يقيم مارا، طلبت شارلوت مقابلة رئيس حزب الجاكوبين فرفض طلبها لكنها عادت مرة أخرى لمنزله في المساء بعد أن كتبت خطاب له ذكرت فيه أنها أحد أنصاره ولديها معلومات هامة عن مخطط الجيرونديون في كاين ونص الخطاب ((لقد جئت من كاين مقر العصيان وأرغب في رؤيتك فورا لأمكنك من القيام بخدمة عظيمة لفرنسا)) ولبثت تنتظر الرد ولكن ذهب انتظارها سدى فاعتزمت أن تذهب مرة أخرى وخرجت شرلوت تقصد داره من جديد وكان ذلك في الساعة السابعة من مساء 13 يوليو وكان اليوم يصادف يوم عيد الحرية (ذكرى الثورة الفرنسية) فسمح لها بالدخول للحمام للقاء الرئيس الذي كان يمضي ساعات طويلة في حوض الاستحمام بسبب مرضه فبدأت تحدثه عن وجود مؤامرة ضده فأخذ الرئيس قلما وبدأ بتدوين ما تذكره شارلوت من أسماء للمعارضين المشاركين في المؤامرة حينها أخرجت شارلوت سكينا وطعنته في صدره، فثقبت رئته والشريان الأبهر والبطين الأيسر.و بدأ يصيح لصديقتة سيمون افرار وهي المرأة التي كانت يعاشرها («ساعدني يا صديقتي العزيزة!») وتوفي.
وهذه هي اللحظة التي وضحها جاك لويس ديفيد في لوحتة (illustration, right) (التوضيح، والحق).

## محاكمتها

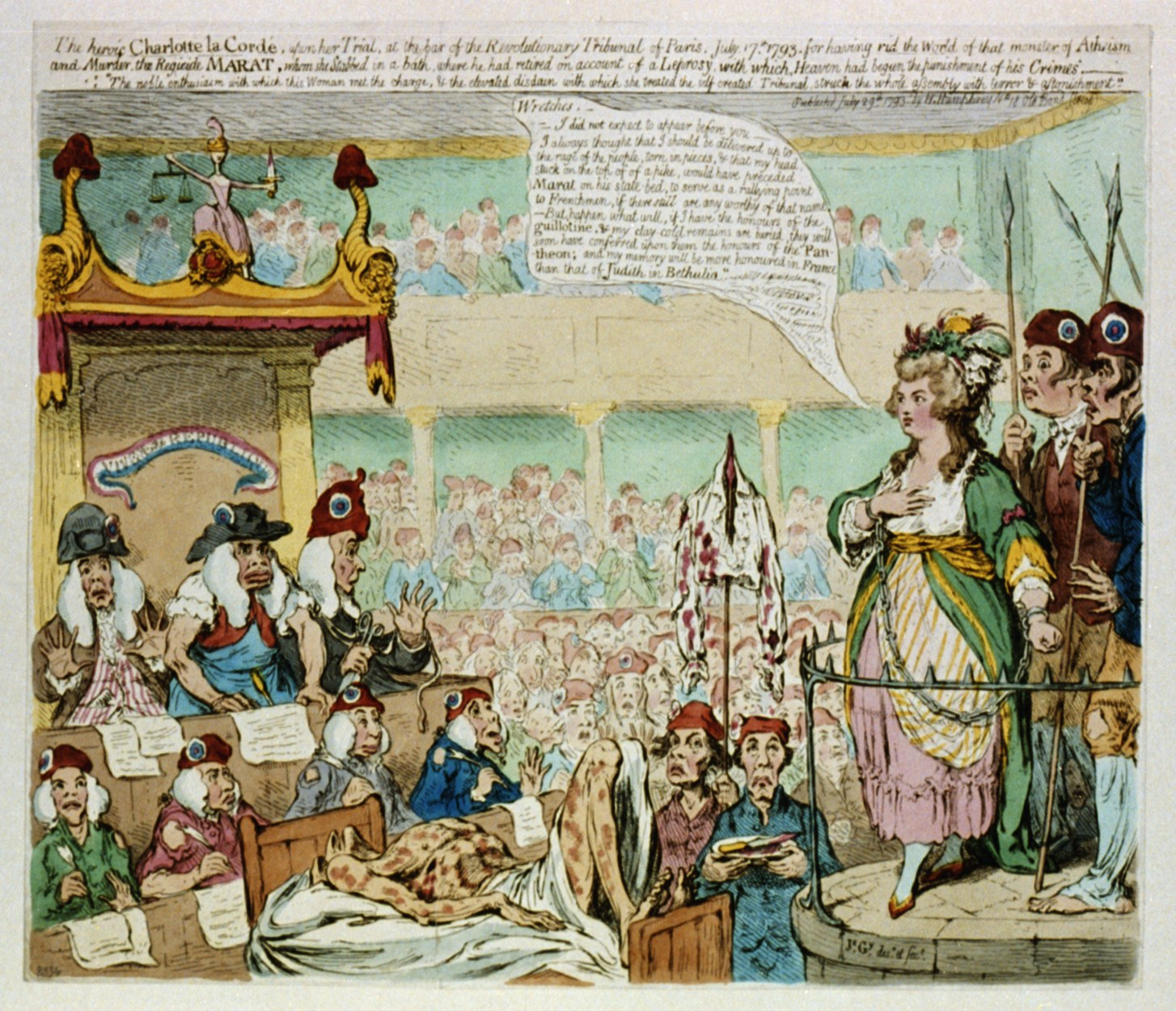

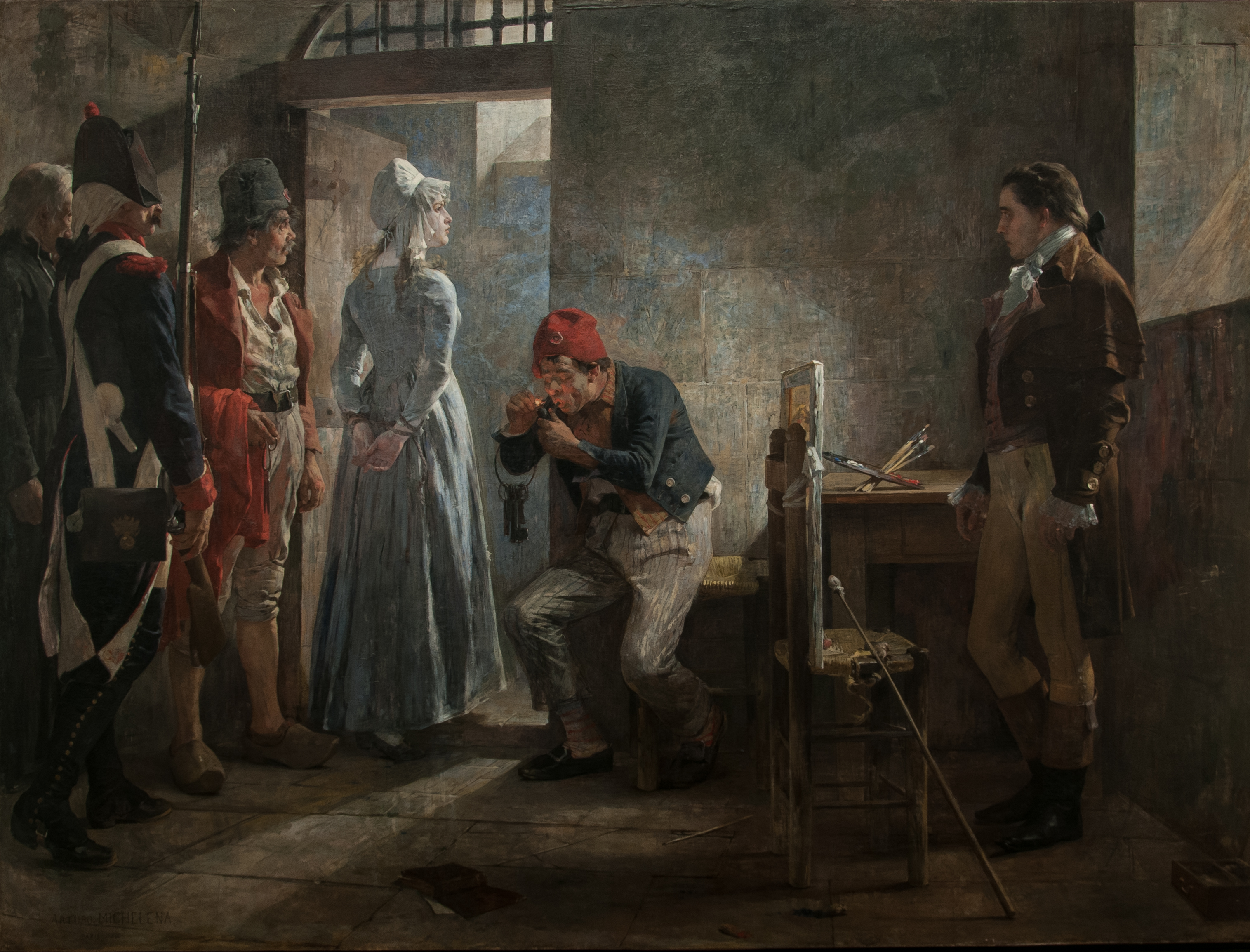

حاول بعضهم أن يصل إلى شارلوت ولكنها قلبت بعض الأثاث الذي بالغرفة وتحصنت خلفة حتى أقبل البوليس فسلمت نفسها بكل هدوء.
كانت شارلوت مثال للثبات في قاعة المحاكمة وبعد أن سأل القاضي شارلوت عن سبب قتلها لمارا قالت «قتلت رجل ليحيى 100 ألف رجل» وشهدت بأنها قد قامت بتنفيذ عملية الاغتيال وحدها فتمت إدانتها وحكم عليها بالإعدام بالمقصلة ودفنت في مقبرة مادلين.
أثناء أعدامها تقدم أحد رجال المقصلة يقيد رجليها فامتنعت بإباء ظناً منها أن في هذا العمل إهانة لها فلما فهمت أن تلك إحدى التقاليد اعتذرت، ولما امتدت يد الجلاد لينزع المنديل الذي كان حول عنقها علت وجهها حمرة الخجل وكانت لا تزال صفحة خدها مشرقة بهذا اللون الوردى عندما رفع الجلاد رأسها المقطوع حسب عادته ليريه الناس ويقول بعض الحاضرين أن الجلاد قد صفع الوجة ولكن قيل أيضاً أنة عوقب على ذلك بالسجن.
وقام زعماء اليعاقبة بتشريح جثتها بعد وفاتها على الفور لمعرفة ما إذا كانت عذراء وأعربوا عن اعتقادهم بان هناك رجل تقاسم سريرها وخطط الاغتيال. ولسوء حظهم، وجدت (عذراء).ولكن عملية الاغتيال لم توقف اليعاقبة أو الإرهاب.

## معرض صور

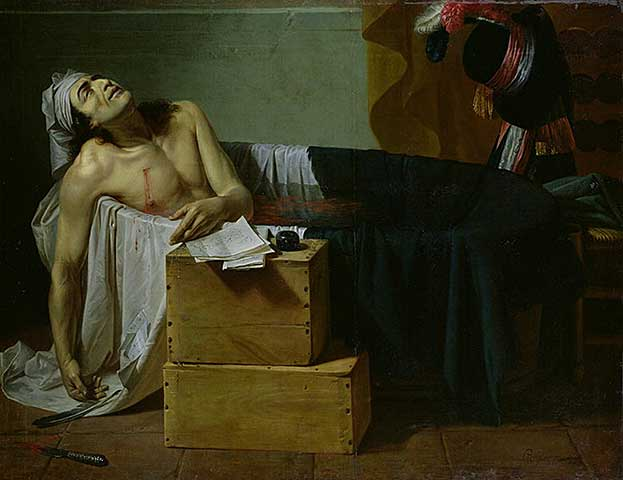
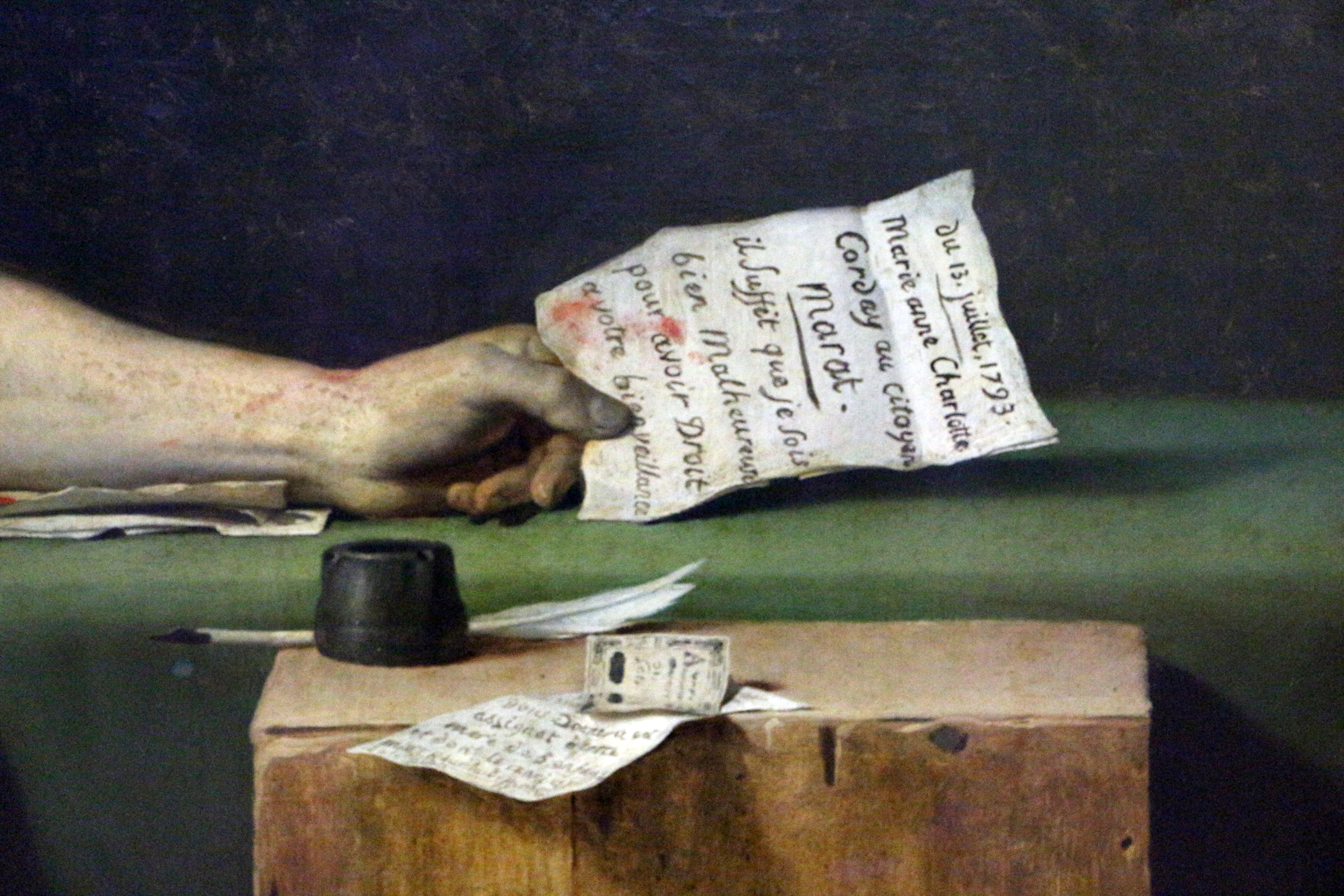
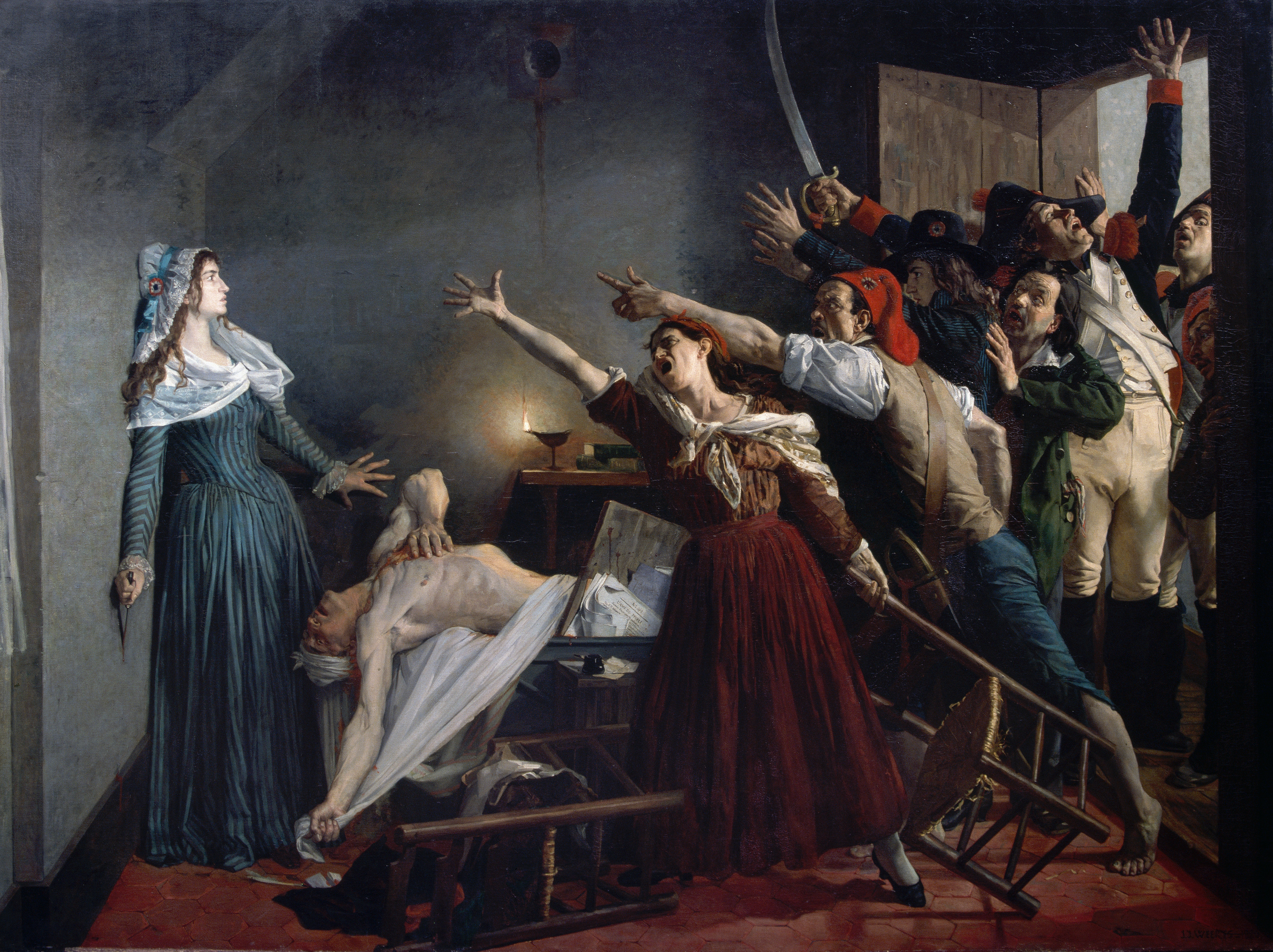
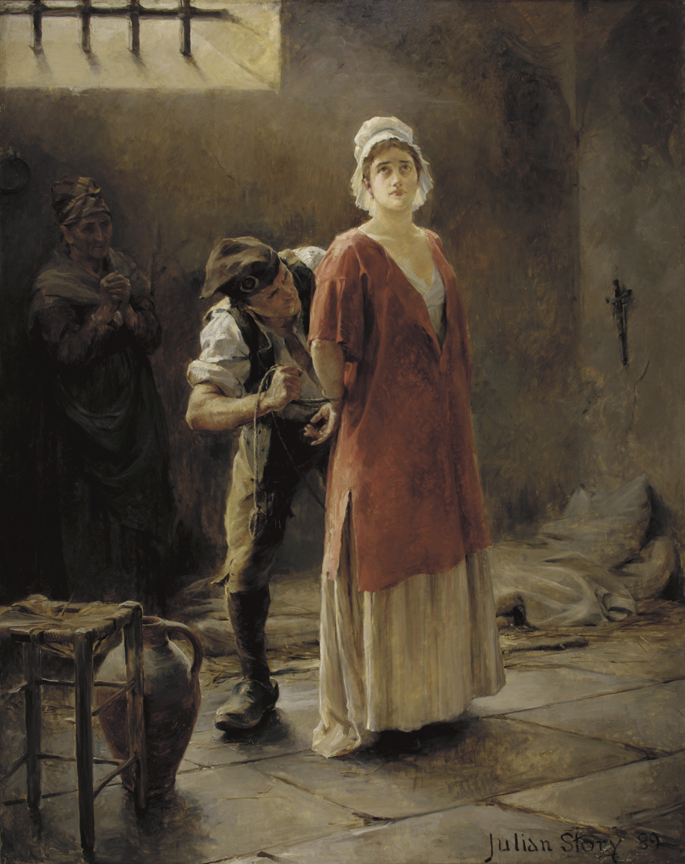